# Piz Argient
El Piz Argient es un pico de montaña situado en el Cantón de los Grisones, Suiza, cerca de la frontera de Italia.
Forma parte de la cordillera de los Alpes, estando su punto más alto situado a 3945 metros sobre el nivel de mar, aunque tiene una prominencia de 99 metros.